# 小網準
小網 準（こあみ じゅん、8月4日 - ）は、日本の音楽プロデューサー、ソングライター、編曲家。愛知県名古屋市出身。

## 人物
石川県生まれ愛知県育ち。長渕剛に憧れ、13歳でギターを始める。16歳から作曲を始め、18歳で中学の同級生とフォークデュオを結成、地元名古屋で路上ライブ活動を開始。その後、単身上京、音楽事務所に所属。シンガーソングライターを目指し、ライブ、楽曲制作をする傍ら、AKB48グループ・坂道シリーズ等に楽曲提供を行っている。

## 提供作品
岩佐美咲
- アキラ（作曲）

AKB48グループ
- AKB48
  - 僕だけのvalue（作曲）
  - 少女たちよ（作曲）
  - 摩天楼の距離（作曲）
  - その汗は嘘をつかない（作曲）
  - 春一番が吹く頃（作曲）
  - ロッカールームボーイ（作曲）

- SKE48
  - 手をつなぎながら（作曲）
  - 火曜日の夜、水曜日の朝（作曲）
  - 夕立の前（作曲）
  - Stand by you（作曲）

- NMB48
  - 初めての星（作曲）
  - 青春ジャンプ（作曲・編曲）

- HKT48
  - 思い出にするにはまだ早すぎる（作曲）

- NGT48
  - 絶望の後で（作曲）

- ノースリーブス
  - Next heaven(EYES)（作曲）

- フレンチ・キス
  - 2人だけの記憶(高城亜樹)（作曲）

- 柏木由紀
  - クラス会の後で（作曲）

河西智美
- Lovely days（作曲）

坂道シリーズ
- 乃木坂46
  - 当り障りのない話（作曲）

- 日向坂46
  - Right?（作曲・編曲）
  - 飛行機雲ができる理由（作曲）

C;ON
- ボタン（作詞・作曲）
- 道（作詞・作曲）
- イキルイミ（作詞・作曲）

Teen's Heaven
- マエガミ（共作詞・作曲）

林家たい平&咲良えつこ
- 夜明けの散歩（作曲）